# Polskie Koleje Państwowe

PKP:s logotyp

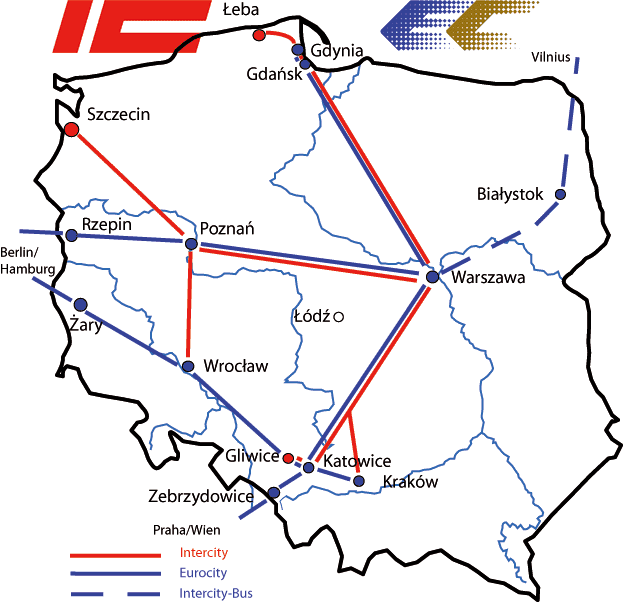
Intercity- och Eurocity- PKP:s del av järnvägsnätet, 2006/07.

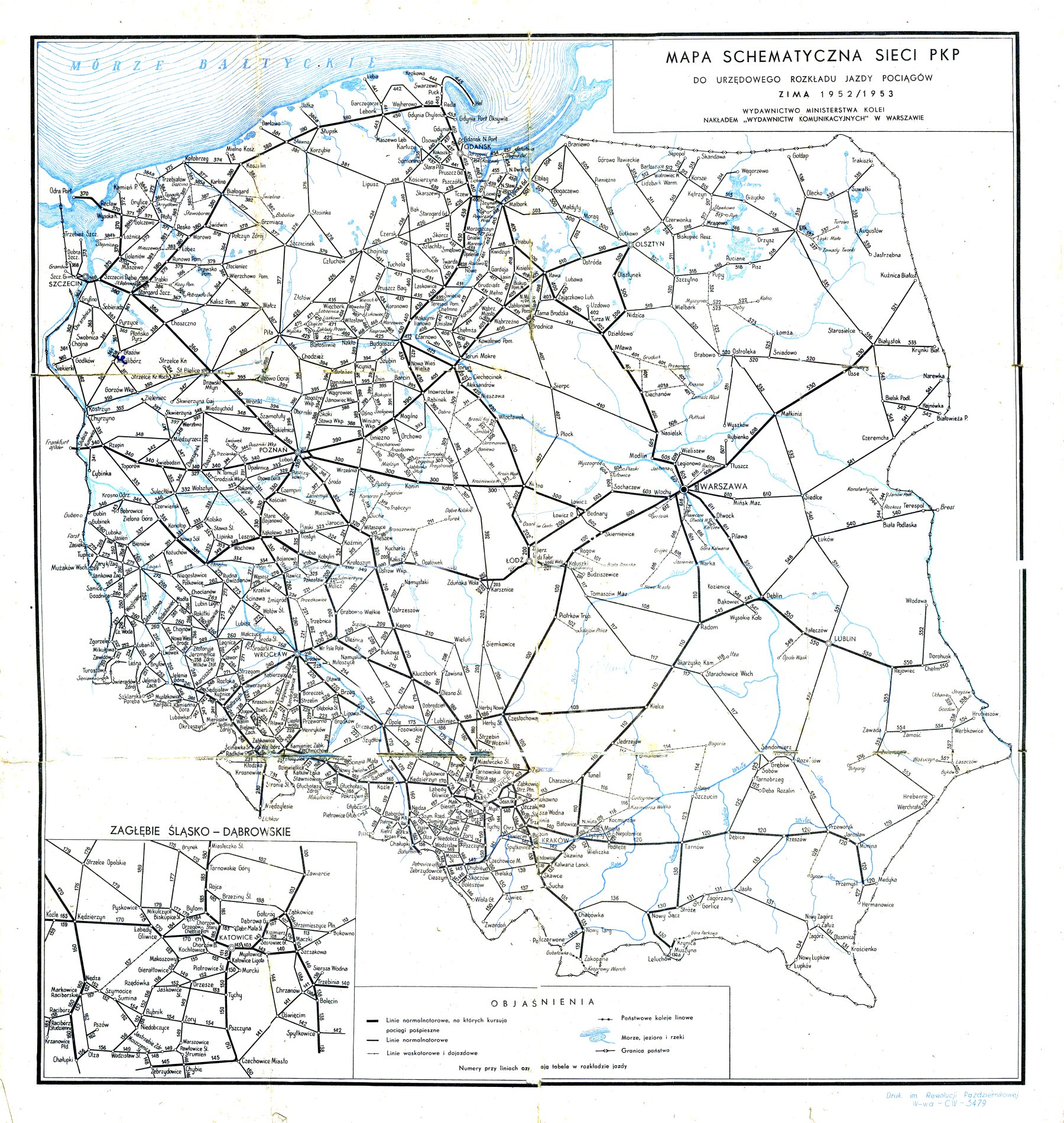
Det polska järnvägsnätet 1952/53.

Polskie Koleje Państwowe (PKP S.A.) (Polska statens järnvägar), är den polska statliga järnvägen. Bolaget grundades 1926. Sedan 8 september 2000 är PKP uppdelat i ett antal aktiebolag där staten är huvudägare.

## PKP idag
Det polska järnvägsnätet är väl utbyggt men i stort behov av reparationer och hastigheten är därför kraftigt begränsad på många sträckor, särskilt omkring Schlesiens vojvodskap, det vill säga trakterna kring staden Katowice med omnejd. Resor på sträckan Gdańsk—Warszawa—Kraków går på spår av god kvalité och dessa tåg är snabba och smidiga. PKP bedriver även utrikestrafik till bland annat Berlin, Prag, Wien, Budapest, Kiev och Moskva.